# Suillia immaculata
Suillia immaculata är en tvåvingeart som först beskrevs av Leander Czerny 1924.  Suillia immaculata ingår i släktet Suillia och familjen myllflugor. Inga underarter finns listade i Catalogue of Life.